# Rastovac (Zagvozd)
Rastovac falu Horvátországban Split-Dalmácia megyében. Közigazgatásilag Zagvozdhoz tartozik.

## Fekvése
Splittől légvonalban 48, közúton 70 km-re keletre, Makarskától légvonalban 11, közúton 18 km-re északra, községközpontjától 2 km-re nyugatra, Közép-Dalmáciában a dalmát Zagora területén a Biokovo-hegység északi lejtői alatt fekszik. Két település része Donji és Gornji Rastovac. A település legalacsonyabb pontja a donji rastovaci Lončaron 202 méter, legmagasabb pontja a Biokovo-hegységben a Szent Illés-hegyen 1640 méter, mely alatt található a Szent Illés-alagút északi bejárata.

## Története
Rastovac területe már a történelem előtti időkben is lakott volt. Ezt bizonyítja több itt található ókori halomsír, melynek egy része a 20. század második felében sajnálatos módon megsemmisült, köveit az útépítésekhez használták fel. A térség első ismert népe az illírek egyik törzse a dalmaták voltak, akik a magaslatokon épített, jól védhető erődített településeikben laktak. Innen könnyen ellenőrizni tudták a környező vidéket. Többségük állattartással foglalkozott, kisebb részük pedig földművelésből élt. A rómaiak csak hosszú ideig tartó harcok után hódították meg ezt a vidéket. A mai horvátok ősei a 7. században az avar hódítás után érkeztek ide és 925-ben megalapították királyságukat. A horvát letelepedés utáni középkori időszak népességéről mesél a számos sírkő, melyek nagy része az utóbbi száz évben ugyancsak megsemmisült. A Horvát Királyság uralma kétszáz évig tartott, ezután a többi horvát területtel együtt a 12. század elejétől a magyar királyok fennhatósága alatt volt. 1420-ra egész Dalmácia a Velencei Köztársaság uralma alá került. A török támadások a 15. század második felében kezdődtek. 1463-ban a török meghódította a szomszédos Boszniát, majd 1471-re ez a terület is az fennhatósága alá tartozott. A lakosság nagy része már korábban délre a tengermellékre menekült. A térség végleges felszabadítása csak 1684-ben történt meg, amikor újra velencei uralom alá került. A velencei uralomnak 1797-ben vége szakadt és osztrák csapatok vonultak be Dalmáciába. 1806-ban az osztrákokat legyőző franciák uralma alá került, de Napóleon lipcsei veresége után 1813-ban újra az osztrákoké lett. A településnek 1857-ben 255, 1910-ben 419 lakosa volt. 1918-ban az új szerb-horvát-szlovén állam, majd később Jugoszlávia része lett. A háború után a szocialista Jugoszláviához került. A gornji rastovaci alapiskola az 1980-as években nyitotta meg kapuit. 1991 óta a független Horvátországhoz tartozik. 2011-ben a településnek 168 lakosa volt. Gornji Rastovacot a Vranjić, Maslić, Stanić, Dedić és Varkaš, Donji Rastovacot a Lončar, Serdarević, Gavran, Dujmović, Šuta és Žugo családok lakják.

## Lakosság
| Lakosság változása | Lakosság változása | Lakosság változása | Lakosság változása | Lakosság változása | Lakosság változása | Lakosság változása | Lakosság változása | Lakosság változása | Lakosság változása | Lakosság változása | Lakosság változása | Lakosság változása | Lakosság változása | Lakosság változása | Lakosság változása |
| ------------------ | ------------------ | ------------------ | ------------------ | ------------------ | ------------------ | ------------------ | ------------------ | ------------------ | ------------------ | ------------------ | ------------------ | ------------------ | ------------------ | ------------------ | ------------------ |
| 1857               | 1869               | 1880               | 1890               | 1900               | 1910               | 1921               | 1931               | 1948               | 1953               | 1961               | 1971               | 1981               | 1991               | 2001               | 2011               |
| 255                | 0                  | 286                | 351                | 417                | 419                | 0                  | 0                  | 521                | 595                | 475                | 501                | 404                | 390                | 222                | 168                |

(1869-ben, 1921-ben és 1931-ben lakosságát Zagvozdhoz számították.)

## Nevezetességei
- A Gonji Rastovacon álló Szent Kereszt templomot[4] néhány évvel 1630 előtt építették négyszögletes apszissal, csúcsíves boltozattal. Felszentelése 1628. március 12-én történt. Ez a dátum a templom északi falába van bevésve. 1973-ban a régi plébániatemplommal egy időben megújították. Apszisában régi, 16. századi kép látható, mely Krisztust ábrázolja a kereszten. A homlokzat feletti harangtoronyban egy harang látható.

- A donji rastovaci Szent István templom[5] 1863-ban épült egy régi kápolna helyén, melyet az építés előtt lebontottak. Egyhajós, kis méretű épület, félköríves apszissal. 1973-ban felújították, ekkor nyerte mai formáját. Ugyancsak ezen a településrészen áll a hasonló formájú Gyógyító boldogasszony kápolna, melyet Andrija Lončar plébános a saját költségén építtetett a szülőháza mellett.